# Forêt nationale d'Ouachita
La forêt nationale d'Ouachita est une forêt fédérale protégée située dans l'ouest de l'Arkansas, et l'est de l'Oklahoma, aux États-Unis.

## Géographie
La forêt nationale d'Ouachita s'étend sur une surface de 7 221 km2 dans le massif des montagnes Ouachita près des monts Sans Bois. Cette forêt nationale a été créée en 1907. Plusieurs cours d'eau traversent ou longent cette forêt nationale, les rivières Fourche Maline, Poteau et Sans Bois.

## Protection du territoire
La forêt nationale d'Ouachita possède six aires sauvages. Du côté de l'Arkansas on retrouve les Caney Creek Wilderness (58,51 km2), Dry Creek Wilderness (25,53 km2), Flatside Wilderness (38,47 km2) et Poteau Mountain Wilderness (45,73 km2). Du côté de l'Oklahoma on retrouve le Upper Kiamichi River Wilderness (39,47 km2). Finalement, le Black Fork Mountain Wilderness (53,17 km2) chevauche les deux États.